# Samuel Preiswerk

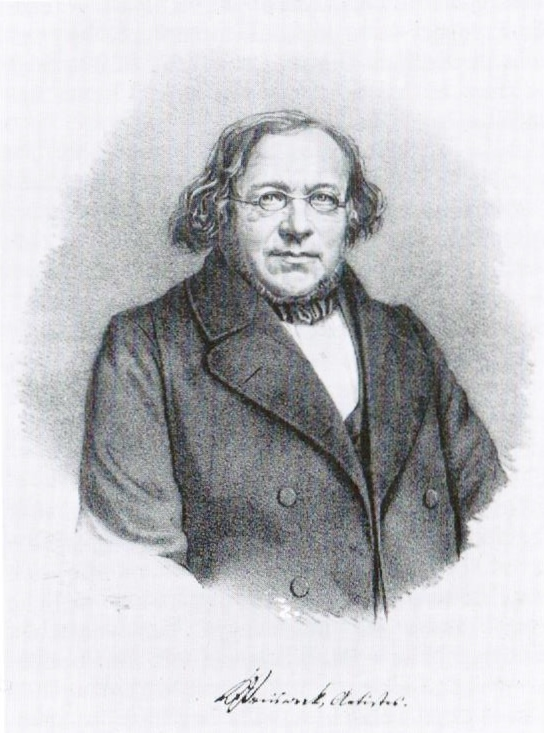
Samuel Preiswerk

Samuel Preiswerk (Rümlingen, 19 september Samuel Preiswerk 1799 – Bazel, 13 januari 1871) was een Zwitsers gereformeerd luthers theoloog, dominee en kerklieddichter.

## Biografie
Preiswerk studeerde in Bazel en Erlangen en in Biel-Benken nam hij in 1822 het werk als vicaris op zich. Twee jaar later werd hij dominee aan een weeshuis en in 1828 leraar aan een missionarishuis. In deze periode schreef hij enige kerkliederen, die hem later internationaal bekend maakten. In 1830 werd hij dominee in Muttenz. Deze functie werd hem snel ontnomen, omdat hij weigerde, revolutievriendelijke gebeden op te zeggen. Leraar aan de Theologische Schule der Evangelischen Gesellschaft in Genève werd hij in het jaar 1834. Daar verscheen zijn Hebreeuwse grammatica, geschreven in het Frans, die vier drukken beleefde. Omdat hij het contact met vertegenwoordigers van het Irvingianisme niet wilde opgeven, verloor hij in 1837 ook die baan. Hij verhuisde naar Bazel en werd in 1839 docent Hebreeuws en in 1840 dominee van de St. Leonhard-kerk. Vanaf 1859 was hij dominee van de Münster-parochie en later ook directeur van het kerk- en schoolwezen. Ook publiceerde hij in Bazel het tijdschrift Das Morgenland. In 1860 ontving hij een eredoctoraat in de theologie van de Universiteit van Bazel.

## Publicaties (selectie)
- Grammaire hébraïque précédé d'un précis historique sur la langue hébraïque
- Paradigmes du verbe parfait, des verbes imparfaits et des noms de la langue hébraïque, extraits de la grammaire hébraïque
- Die Sach ist dein, Herr Hesu Christ (1829; MG 427)